# Maxim Sakaschansky
Maxim Sakaschansky (geboren 27. März 1885 in der Ukraine, Russisches Kaiserreich; gestorben 8. Juli 1952 in Tel Aviv) war ein in Deutschland und Israel wirkender jiddischer Volksschauspieler und Sänger.

## Leben

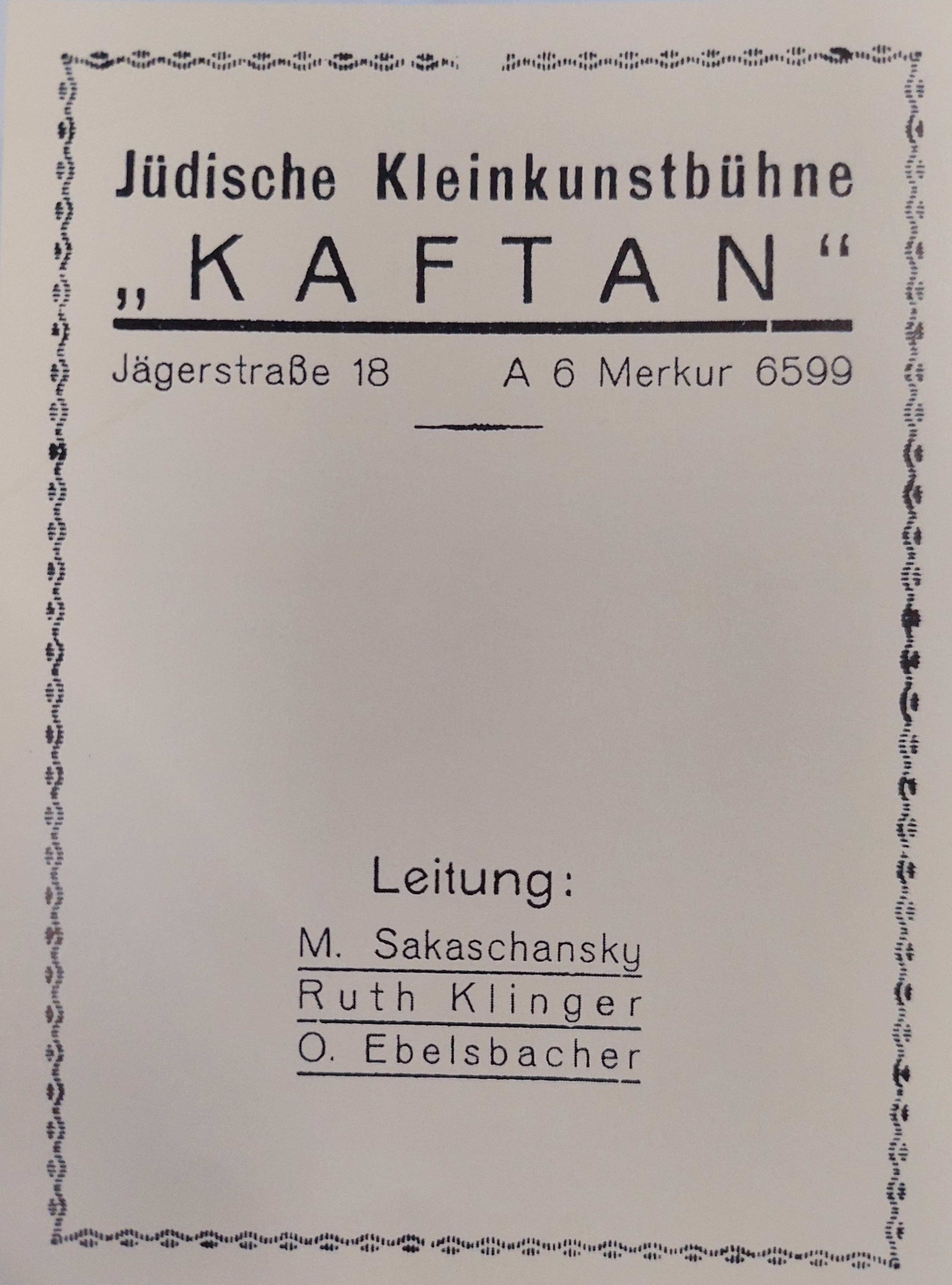
Kaftan Programmheft 1930

1930 gründete er und leitete in den folgenden Jahren gemeinsam mit seiner Frau Ruth Klinger in Berlin die jüdisch-literarische Kleinkunstbühne Kaftan, die seinerzeit vor allem beim nach Berlin eingewanderten ostjüdischen Publikum Erfolge feiern konnte, aber schon 1933 nach der Machtübergabe an die Nationalsozialisten geschlossen werden musste.
Später emigrierte er nach Palästina.